# جان إيفار بيدرسن
جان إيفار بيدرسن (بالنرويجية البوكمول: Jan Ivar Pedersen)‏ هو اخصائي تغذية وبروفيسور نرويجي، ولد في 24 فبراير 1936 في Karmøy ‏ في النرويج.